# Misumena nigromaculata
Misumena nigromaculata es una especie de araña del género Misumena, familia Thomisidae.
Se la encuentra en flores amarillas como las de  Sonchus o Tolpis. Es endémica de Madeira.